# ウァンピロウィブリオ・クロレッラウォルス
ウァンピロウィブリオ・クロレッラウォルス（Vampirovibrio chlorellavorus）は、グラム陰性の細菌である。クロレラ捕食性で、クロレラ培養槽を崩壊させることがある。また、その分類系統的位置の特異性により、注目を集めている。
学名は、vampirum（吸血鬼）+vibrio（歪曲桿菌）、chlorella（クロレラ）+vorans（食べる。voroの現在分詞）となっていて、歪曲した桿菌形態とクロレラの内容物を吸収し、食べることから命名された。ラテン語としては、「クロレラを食べる、吸血歪曲桿菌」などといった意味として読み取れる。

## 特徴
1966年にクロレラChlorella vulgarisを溶菌させる細菌として発見された。グラム陰性、偏性好気性で、0.3～0.6μmほどの大きさの歪曲した桿菌である。単独の鞭毛を持ち、一旦クロレラ表面に付着すると、その内容物を吸収しながら分裂、増殖する。同じ捕食性の細菌であるBdellovibrioなどと異なり、細胞内部に入り込むことはない（Bdellovibrioはペリプラズムに入り込む）。鞭毛に鞘が無いこともBdellovibrioとは異なっている。付着されたクロレラは死滅するため、しばしば開放系クロレラ培養槽の崩壊に関連する。
その特性から、単独で培養することはできず、Chlorella vulgarisなどのクロレラと共培養により維持される。

## ゲノム・分類
1980年代以降、プロテオバクテリアに分類されている。バージェイ式分類では、デルタブロテオバクテリア綱のブデロビブリオ科に置かれている。しかしながら、むしろゲノム情報から藍色細菌に近いことが示唆される。この中では、非光合成系統のメライナバクテリアに所属する可能性が高く、光合成系を持たず、かつて光合成系を持っていた痕跡も無いという。また、鞭毛を保有するなど、既知の藍色細菌とは全く異なる特徴を持つ。
なお、正式に学名として認められた細菌であるが、3ヶ所に寄託された凍結乾燥標本何れも再生できず、既に基準株の培養系は失われている。ただし、1978年にNCIBに寄託された凍結乾燥標本から、2015年に全ゲノムの再構築に成功している。